# Malibu (drank)

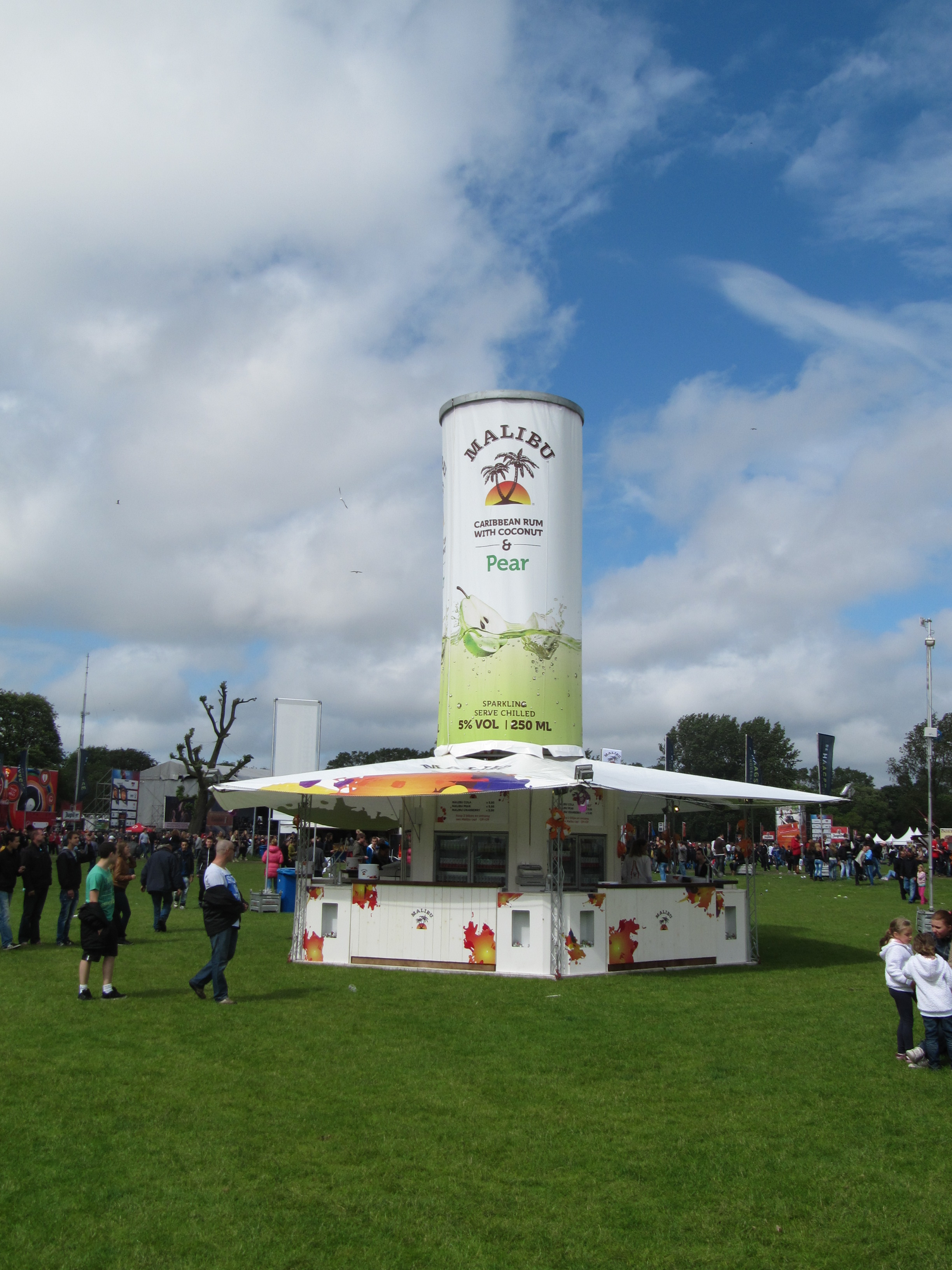
Promotie en verkoop op Parkpop

Malibu is een drank op basis van rum, gemaakt (door destillatie) in Barbados. Het bevat natuurlijke kokosnootextracten, en de smaak is veel zoeter dan die van rum. De drank wordt gebotteld in het Schotse Dumbarton. Malibu bevat 21% alcohol en vermeldt een alcoholpercentage van 18%. Malibu kan puur worden gedronken, maar ook met ijs, met een mixdrankje op vruchtenbasis, met chocolademelk, appelsiensap of cola.

## Geschiedenis
De drank werd voor het eerst in 1978 door de West Indies Rum Distillery op een strand in Barbados gemaakt onder de naam Coco Rico (rijk aan kokos). Voor marketingdoeleinden werd gebruik gamaakt van de slogan It comes from paradise and tastes like heaven. Recentelijker zet het merk zijn producten in de markt met "Do Whatever Tastes Good",
De flessen zijn ondoorzichtig wit; de drank is helder, kleurloos en stroperiger dan rum. Sinds 2005 behoort het Malibu-merk tot de Pernod Ricard-groep. De kokossmaak komt van kokosnoten uit de Philipijnen.

## Smaakvarianten
In de Benelux zijn naast de kokosversie ook de fruitsmaken aardbei, ananas, limoen, peer, perzik en watermeloen verkrijgbaar. Er zijn of waren ook versies met banaan, mango en passievrucht. Qua cocktails heeft Malibu aardbei daiquiri, pina colada, watermeloen mochito, perzik punch, watermeloen fizz en haar kokosrum met cola (Cuba libre). De varianten in blik vermelden een alcoholvolume van 5%.